# Sorocha castroi
Sorocha castroi är en skalbaggsart som beskrevs av Soula 2008. Sorocha castroi ingår i släktet Sorocha och familjen Rutelidae. Inga underarter finns listade i Catalogue of Life.